# Братья Покрасс
Бра́тья Покра́сс — Самуил Покрасс, Дмитрий Покрасс и Даниил Покрасс — советские композиторы, которым принадлежат популярные романсы и песни советских времён, красные марши «Красная Армия всех сильней» («Белая армия, чёрный барон…»), «Марш Будённого» («Мы — красные кавалеристы»), «Принимай нас, Суоми-красавица» а также музыка к большому количеству кинофильмов («Трактористы» и т.д).

## Семья
Четвёртый из братьев Покрасс — Аркадий Яковлевич Покрасс (1898—1961), также был композитором-песенником, пианистом, концертмейстером и дирижёром эстрадного оркестра в Московском парке культуры и отдыха имени М. Горького, выступал аккомпаниатором Вадима Козина, Владимира Канделаки, Бориса Борисова, Тамары Церетели и других эстрадных певцов. Их младшая сестра Изабелла Покрасс (1908—?) была концертмейстером.
Отец, Яков Моисеевич Покрас (?—1932) происходил из Городища; в начале 1890-х годов переехал с семьёй в Киев, где работал продавцом в колбасном магазине. Мать — Фаина Львовна Покрасс (1868—1968).

## Творчество
В 1920-е годы старший брат Самуил эмигрировал в США, там работал в Голливуде, наиболее известен его мюзикл по мотивам «Трёх мушкетёров».
Солнце яркое, светлее

Неба синего свети,

На трибуны Мавзолея

Нашу радость донеси!

Чтобы ярче заблистали

Наши лозунги побед,

Чтобы руку поднял Сталин,

Посылая нам привет!

(В. И. Лебедев-Кумач, Москва майская, 1937)

Гремя огнём, сверкая блеском стали

Пойдут машины в яростный поход,

Когда нас в бой пошлет товарищ Сталин

И Первый Маршал в бой нас поведёт!

(Б. С. Ласкин, Марш танкистов, 1939)

В целом мире нигде

Нету силы такой,

чтобы нашу страну сокрушила!

С нами Сталин родной,

и железной рукой

нас к победе ведёт Ворошилов!

(В. И. Лебедев-Кумач, Если завтра война, 1939)

Вспомним годы огневые, вспомним сорок первый год,

В дни великих испытаний был героем наш народ,

И сейчас как прежде дружно он за Сталиным идёт,

По геройски выполняя план невиданных работ.

Вперёд, наперекор невзгодам!

Дружней напор, сильней подъём!

Уверен Вождь с таким народом,

Могуч народ с таким Вождём!

(В. И. Лебедев-Кумач, Праздничная песня, 1950)
Даниил и Дмитрий Покрассы — крупнейшие советские композиторы-песенники, основоположники революционной музыкальной эстетики. Особенно прославились сочинением ярких, бравурных, летучих маршей («Марш Будённого», «Марш танкистов», «Москва майская», «Три танкиста», «Конармейская», «Если завтра война», «Праздничная», «Казаки в Берлине» и т. д.), эти мелодии популярны далеко за рубежом Советского Союза. Музыка братьев Покрасс наполнена эффектными мелодическими ходами, имеет мощное побуждение к созидательной деятельности, несёт бодрящее, светлое, возвышенное, оптимистическое настроение. Исполнение маршей Покрассов духовыми оркестрами производит неизгладимое впечатление.
Мелодия песни «Москва майская» — одна из самых удачных и лучших мелодий о Москве. Наряду с мелодией И. Дунаевского «Моя Москва», «Москва майская» неизменно исполняется как в вокальном, так и в оркестровом варианте на любых мероприятиях, посвящённых чествованию Москвы. «Москва майская» стала ключевой музыкальной темой советского праздника 1 мая — Международного дня солидарности трудящихся.
Основные темы творчества Покрассов — революция, обновление мира, молодость и ярость, интенсивное и успешное строительство новой жизни, воспоминание о героизме и блестящих победах первых армий Советского правительства в Гражданской войне, рождение и воспитание нового человека, защита Родины, непобедимая мощь Красной Армии.
Братья Покрасс в своих произведениях воспели крупнейших военачальников СССР — И. В. Сталина, К. Е. Ворошилова и С. М. Будённого.
В 1960-е годы из некоторых песен Покрассов были изъяты упоминания об И. В. Сталине.
Впервые песня"Марш танкистов" была услышана в кинофильме "Трактористы"

### Примеры некоторых произведений
- Марш советских танкистов
- Три танкиста
- Принимай нас, Суоми-красавица
- Винтовка
- Москва майская (из кинофильма «Двадцатый май»)